# Bormla
Bormla (Italijansko  Cospicua, latinsko Cottonera) je dvojno utrjeno pristaniško mesto v pristaniški regiji Malte. Kot Malet (feničansko 𐤌𐤋𐤈, mlṭ) je služila kot glavno pristanišče feničanske Malte in kot taka morda dala ime  celemu otoku in državi. Bormla je skupaj z Birgujem in Sengleo eno od treh mest  znotraj Velikega pristanišča vzhodno od malteškega glavnega mesta Valletta. S 5.395 prebivalci je od marca 2014 najbolj gosto naseljena od omenjenih treh mest. Domačini so znani po svojem kotonerskem narečju. 

## Imena
Staro feničansko ime Malet je pomenilo "zatočišče" ali "pristanišče",  kar je sorodno s hebrejskim malat (מָלַט, "pobeg"). Grško ime Melítē (Μελίτη) in latinsko Melita verjetno izhajata iz feničanskega toponima .  Malteško ime Bormla verjetno izhaja iz kombinacije arabskega būr (بور) in zadnjega dela feničanskega imena. Obstaja tudi ljudska etimologija, po kateri naj bi ime Bormla nastalo iz staromalteškega bir mula, kar  pomeni  "posestnikov vodnjak", izpeljanega iz biʔr Mawlā (بِئْر مَوْلَى), ki naj bi pomenilo "božji vodnjak".

## Zgodovina
Bormla je bila naseljena že v neolitiku. Tamkajšnja feničanska kolonija Malet je bila ustanovljena nad mestom, kjer je dvig morske gladine v 10 stoletju  pr. n. št. poplavil prejšnje obalne naselbine.
Ob prihodu Reda svetega Janeza (Malteški viteški red) se je naselje imenovalo Bormla. Utrdbe, ki so branile Bormlo in njena soseda Birgu in Isla, so začeli graditi leta 1638, vendar so jih dokončeli šele 70 let kasneje.  Leta 1722 je veliki mojster Malteškega reda Marc'Antonio Zondadari razglasil Bormlo za mesto in jo zaradi močnih bastionov poimenoval Città Cospicua.
Leta 1776 so začeli malteški vitezi graditi ladjedelnico, ki je imela ključno vlogo v razvoju mesta. Med britansko vladavino na Malti je Kraljeva mornarica v veliki meri uporabljala to ladjedelnico, zlasti med krimsko vojno, prvo svetovno vojno in v letih pred drugo svetovno vojno. Bormla je bila skupaj s preostalim območjem okoli Velikega pristanišča močno bombardirana med to zadnjo vojno, ko so Malto oblegale sile osi. 
Ko je Malta postala neodvisna država, je mestna ladjedelnica pogosto postala jabolko spora med Splošnim delavskim sindikatom, ki mu je pripadala večina zaposlenih, in več zaporednimi vladami. V zgodnjem 21. stoletju je bila ladjedelnica med vladavino vodstvom nacionalistične stranke znatno zmanjšana, potem ko je bilo ugotovljeno, da stroški obratovanja ladjedelnice znašajo približno 25 % državnega dolga Malte. Trenutno poteka načrtovanje preoblikovanja območja ladjedelnice v trgovsko in turistično središče.
Bormla je znana tudi kot Belt l-Immakulata ali Mesto Brezmadežne, kar se nanaša na Brezmadežno spočetje ali Devico Marijo, ki je zavetnica mesta. Njen praznik se praznuje  8. decembra.
- Cospicua leta 1846; kalotipija Calverta Jonesa
- Cospicua leta 1846; kalotipija Calverta Jonesa
- Richard Ellis: Cannavòva brivnica v 1910. letih
- Reklama za Fenechov fotografski studio v  Cospicui, 19. stoletje

## Kultura
Bormla vsako leto 8. decembra praznuje praznik Brezmadežnega spočetja. V 18. stoletju se je začelo praznovati tudi Veliki petek, iz česar je nastala priljubljena turistična atrakcija. Po mestnih ulicah se takrat tradicionalno nosi kip Jezusovega vstajenja kot simbol Jezusovega zmagoslavja nad smrtjo. V mestu so postavljeni tudi manjši Jezusovi kipi.
Prebivalci Bormle so si izmislili slavno umetniško predstavo 'Mejda tal-Appostli', kar dobesedno pomeni 'miza apostolov'. Na njej so prikazana živila, ki so jo jedli med Zadnjo večerjo Jezusa in dvanajst apostolov. Prikazane so tudi različne zgodbe iz Svetega pisma, upodobljene na krožnikih z obarvanim rižem in soljo. 
Nogometno moštvo Bormle St. George's F.C. velja za najstarejšega na otoku. Dokumenti kažejo, da so do leta 1885 v Bormli obstajale tri nogometne ekipe, ki so se leta 1890 združile v sedanji klub. Bormla je znana tudi po svojem jadralskem klubu Regatta, ki je bil eden  prvih na Malti. Regatta je osvojila 17 ščitov (naslovov prvaka) in je na drugem mestu za Sengleo. 
Prva skavtska skupina z imenom Cospicua je bila ustanovljena leta 1917. Godba sv. Jurija je bila uradno ustanovljena leta 1862. Njeno prvo ime je bilo 'La Banda dei Cospicuani' (Cospicuanska godba), ko je prvi predsednik godbe postal markiz  Giorgio Crispo Barbaro, pa je bilo ime spremenjeno v sedanje. 

## Arhitektura
Mestni obzidji Santa Margherita in Cottonera sta večinoma nedotaknjeni, vendar potrebni obnove. Vrata svete Helene, znana tudi kot Vilhena, so prehod v obzidju Santa Margherite in sama po sebi turistična atrakcija. Območje pristanišča ima tudi nekaj gruzijske arhitekture. 
Znamenitosti so tudi župnijska cerkev Brezmadežnega spočetja, cerkev svete Terezije ter kapeli svetega Pavla in svete Marjete. Turiste privabljajo tudi praznovanja in prazniki na veliki petek, velikonočno nedeljo in vaški praznik 8. decembra, pa tudi kipa Vstajenja in Brezmadežnega spočetja. 
Bormla ima tudi muzej etnografije, družbene zgodovine in  antropologije in kulturno prizorišče, znano kot dediščina Bir Mula. Loža iz 16. stoletja, ki so jo zgradili malteški vitezi, imenovana preprosto Loža, je prizorišče razstav in drugih dogodkov. V bližini Lože je stavba iz 16. stoletja, v kateri domuje lokalna radijska postaja Kottoner 98FM. 
- Farna cerkev Brezmadežnega spočetje
- Kazin tal-Banda San Ġorġ
- Nekdanji Kino Rialto
- Vrata Verdala
- Vrata sv. Helene

## Demografija
Prvi zabeleženi popis prebivalstva na malteških otokih je potekal leta 1901. Bormla je takrat imela 12.148 prebivalcev. Ta številka je ostala razmeroma stabilna do leta 1931 in se do leta 1948  zmanjšala na 4.822. Po porastu na 9.095 do leta 1957 in 9.123 leta 1967 je število prebivalcev v  naslednjih treh popisih spet padlo. Ocene v zadnjem desetletju kažejo, da ima Bormla malo manj kot 5.500 prebivalcev.

## Vlada
Mestni svet Bormle je bil ustanovljen z Ustanovno listino 1993. Prve volitve v svet so bile  16. aprila 1994. Za prvega župana je bil izvoljen  Joseph Carbonaro.

## Vira
- Strong, James (1890), The Exhaustive Concordance of the Bible, Cincinnati: Jennings & Graham
- Vella, John (Januar 2023), »Greek Words in Maltese Harbour Toponymy« (PDF), Athens Journal of Mediterranean Studies, zv. 9, str. 25–52.